# Nuoto ai Giochi della XVI Olimpiade - Staffetta 4x200 metri stile libero maschile
La competizione della staffetta 4x200 metri stile libero maschile di nuoto ai Giochi della XVI Olimpiade si è svolta nei giorni 1º e 3 dicembre 1956 allo stadio del nuoto di Melbourne.

## Programma
| Data             | Round    | Note                         |
| ---------------- | -------- | ---------------------------- |
| 1º dicembre 1956 | Batterie | I migliori 8 tempi in finale |
| 3 dicembre 1956  | Finale   |                              |

## Risultati

### Batterie
| Pos. | Nazione     | Atleti             | Tempo Indiv | Tempo  | Posizione |
| ---- | ----------- | ------------------ | ----------- | ------ | --------- |
| 1    | Giappone    | Hiroshi Suzuki     | 2'11"8      | 8'37"9 | 1         |
| 1    | Giappone    | Atsushi Tani       | 2'08"8      | 8'37"9 | 1         |
| 1    | Giappone    | Koji Nonoshita     | 2'10"3      | 8'37"9 | 1         |
| 1    | Giappone    | Tsuyoshi Yamanaka  | 2'07"0      | 8'37"9 | 1         |
| 2    | Stati Uniti | Dick Hanley        | 2'08"7      | 8'38"3 | 2         |
| 2    | Stati Uniti | Tim Jecko          | 2'09"1      | 8'38"3 | 2         |
| 2    | Stati Uniti | Sonny Tanabe       | 2'12"2      | 8'38"3 | 2         |
| 2    | Stati Uniti | Ford Konno         | 2'08"3      | 8'38"3 | 2         |
| 3    | Germania    | Hans Köhler        | 2'11"7      | 8'42"5 | 6         |
| 3    | Germania    | Hans-Joachim Reich | 2'12"0      | 8'42"5 | 6         |
| 3    | Germania    | Hans Zierold       | 2'07"8      | 8'42"5 | 6         |
| 3    | Germania    | Horst Bleeker      | 2'11"0      | 8'42"5 | 6         |
| 4    | Sudafrica   | Billy Steuart      | 2'09"6      | 8'43"0 | 7         |
| 4    | Sudafrica   | Tony Briscoe       | 2'08"7      | 8'43"0 | 7         |
| 4    | Sudafrica   | Dennis Ford        | 2'12"5      | 8'43"0 | 7         |
| 4    | Sudafrica   | Peter Duncan       | 2'12"2      | 8'43"0 | 7         |
| 5    | Italia      | Fritz Dennerlein   | 2'09"7      | 8'43"1 | 8         |
| 5    | Italia      | Paolo Galletti     | 2'13"0      | 8'43"1 | 8         |
| 5    | Italia      | Guido Elmi         | 2'12"7      | 8'43"1 | 8         |
| 5    | Italia      | Angelo Romani      | 2'07"7      | 8'43"1 | 8         |

| Pos. | Nazione          | Atleti                | Tempo Indiv | Tempo  | Posizione |
| ---- | ---------------- | --------------------- | ----------- | ------ | --------- |
| 1    | Gran Bretagna    | Williams              | 2'11"7      | 8'39"1 | 3         |
| 1    | Gran Bretagna    | Ronald Roberts        | 2'13"1      | 8'39"1 | 3         |
| 1    | Gran Bretagna    | Neil McKechnie        | 2'06"6      | 8'39"1 | 3         |
| 1    | Gran Bretagna    | John Caldwell Wardrop | 2'07"7      | 8'39"1 | 3         |
| 2    | Unione Sovietica | Vitalij Sorokin       | 2'11"6      | 8'39"5 | 4         |
| 2    | Unione Sovietica | Vladimir Stružanov    | 2'08"8      | 8'39"5 | 4         |
| 2    | Unione Sovietica | Gennadij Nikolaev     | 2'10"4      | 8'39"5 | 4         |
| 2    | Unione Sovietica | Boris Nikitin         | 2'08"7      | 8'39"5 | 4         |
| 3    | Australia        | John Devitt           | 2'07"5      | 8'40"2 | 5         |
| 3    | Australia        | Gary Chapman          | 2'08"4      | 8'40"2 | 5         |
| 3    | Australia        | Graham Hamilton       | 2'15"4      | 8'40"2 | 5         |
| 3    | Australia        | Murray Garretty       | 2'08"9      | 8'40"2 | 5         |
| 4    | Francia          | Aldo Eminente         | 2'11"6      | 8'56"5 | 9         |
| 4    | Francia          | Jacques Collignon     | 2'13"4      | 8'56"5 | 9         |
| 4    | Francia          | Alex Jany             | 2'13"4      | 8'56"5 | 9         |
| 4    | Francia          | Jean Boiteux          | 2'18"1      | 8'56"5 | 9         |
| 5    | Ungheria         | Gyula Dobay           | 2'12"8      | 8'57"2 | 10        |
| 5    | Ungheria         | György Csordás        | 2'16"5      | 8'57"2 | 10        |
| 5    | Ungheria         | Sándor Záborszky      | 2'14"7      | 8'57"2 | 10        |
| 5    | Ungheria         | Jenő Áts              | 2'13"2      | 8'57"2 | 10        |
| 6    | Filippine        | Dakula Arabani        | 2'15"9      | 9'05"7 | 11        |
| 6    | Filippine        | Agapito Lozada        | 2'16"9      | 9'05"7 | 11        |
| 6    | Filippine        | Bana Sailani          | 2'15"5      | 9'05"7 | 11        |
| 6    | Filippine        | Ulpiano Babol         | 2'17"4      | 9'05"7 | 11        |

### Finale
| Pos.    | Nazione          | Atleti                | Tempo Indiv | Tempo  |
| ------- | ---------------- | --------------------- | ----------- | ------ |
| Oro     | Australia        | Kevin O'Halloran      | 2'06"8      | 8'23"6 |
| Oro     | Australia        | John Devitt           | 2'06"4      | 8'23"6 |
| Oro     | Australia        | Murray Rose           | 2'06"0      | 8'23"6 |
| Oro     | Australia        | Jon Henricks          | 2'04"4      | 8'23"6 |
| Argento | Stati Uniti      | Dick Hanley           | 2'08"0      | 8'31"5 |
| Argento | Stati Uniti      | George Breen          | 2'07"7      | 8'31"5 |
| Argento | Stati Uniti      | William Tripp Woolsey | 2'07"0      | 8'31"5 |
| Argento | Stati Uniti      | Ford Konno            | 2'08"8      | 8'31"5 |
| Bronzo  | Unione Sovietica | Vitalij Sorokin       | 2'07"5      | 8'34"7 |
| Bronzo  | Unione Sovietica | Vladimir Stružanov    | 2'11"5      | 8'34"7 |
| Bronzo  | Unione Sovietica | Gennadij Nikolaev     | 2'09"0      | 8'34"7 |
| Bronzo  | Unione Sovietica | Boris Nikitin         | 2'06"7      | 8'34"7 |
| 4       | Giappone         | Manabu Koga           | 2'10"0      | 8'36"6 |
| 4       | Giappone         | Atsushi Tani          | 2'08"5      | 8'36"6 |
| 4       | Giappone         | Koji Nonoshita        | 2'10"5      | 8'36"6 |
| 4       | Giappone         | Tsuyoshi Yamanaka     | 2'07"6      | 8'36"6 |
| 5       | Germania         | Hans Köhler           | 2'10"3      | 8'43"4 |
| 5       | Germania         | Hans-Joachim Reich    | 2'12"1      | 8'43"4 |
| 5       | Germania         | Hans Zierold          | 2'08"4      | 8'43"4 |
| 5       | Germania         | Horst Bleeker         | 2'12"6      | 8'43"4 |
| 6       | Gran Bretagna    | Williams              | 2'11"4      | 8'45"2 |
| 6       | Gran Bretagna    | Ronald Roberts        | 2'13"8      | 8'45"2 |
| 6       | Gran Bretagna    | Neil McKechnie        | 2'11"6      | 8'45"2 |
| 6       | Gran Bretagna    | John Caldwell Wardrop | 2'08"4      | 8'45"2 |
| 7       | Italia           | Fritz Dennerlein      | 2'09"8      | 8'46"2 |
| 7       | Italia           | Paolo Galletti        | 2'13"4      | 8'46"2 |
| 7       | Italia           | Guido Elmi            | 2'13"5      | 8'46"2 |
| 7       | Italia           | Angelo Romani         | 2'09"5      | 8'46"2 |
| 8       | Sudafrica        | Billy Steuart         | 2'11"2      | 8'49"5 |
| 8       | Sudafrica        | Tony Briscoe          | 2'11"8      | 8'49"5 |
| 8       | Sudafrica        | Dennis Ford           | 2'13"6      | 8'49"5 |
| 8       | Sudafrica        | Peter Duncan          | 2'12"9      | 8'49"5 |